# Kaarel Krimm
Kaarel Krimm (auch Karl Krimm, * 16. Julijul. / 28. Juli 1863greg. in Naelavere, Gemeinde Alatskivi; † 17. Maijul. / 29. Mai 1894greg. in der Gemeinde Undla) war ein estnischer Schriftsteller.

## Leben
Krimm besuchte zunächst die Dorfschule in Naelavere – wo im Übrigen auch Jakob und Juhan Liiv zur Schule gingen – und war von 1874 bis 1879 auf der Kreisschule in Kodavere. Dort war er wiederum zusammen mit Jakob Liiv. Im Jahre 1883 legte er als Externer in Tartu das Kreisschullehrerexamen ab. Danach war er mehrere Jahre Schulmeister im Kirchspiel Väike-Maarja, wo er sich dem literarischen Zirkel um Jakob Liiv und Peeter Jakobson anschloss. 1889 übersiedelte er nach Kaarli in der Gemeinde Halliste, wo er Gemeindeschreiber wurde. Er wurde ein eifriger Mitarbeiter der Zeitung Sakala, wo er im März 1893 auch einen Redakteursposten erhielt. Nach dem Tode des Chefredakteurs übernahm er im November des gleichen Jahres die Zeitung als hauptverantwortlicher Redakteur, starb jedoch bereits ein halbes Jahr später an Tuberkulose.

## Werk
Krimm veröffentlichte seine ersten Gedichte und Geschichte 1884 im Postimees, während seine gewichtigeren Prosatexte später in Sakala publiziert wurden. In seinen Geschichten schilderte er realistisch das damalige Dorfleben, was als Gegenstück zur noch vorherrschenden Romantik ein Novum war. Auch empfahl er 1886 in einem theoretischen Beitrag für die Zeitung Virulane, dass „die Realität der Gegenwart in der Literatur korrekt wiedergegeben werde.“
Insgesamt ist das Werk von Krimm jedoch recht schmal geblieben, als Buch ist lediglich ein Gedichtband erschienen. Sein früher Tod verhinderte, dass er heute in einer Reihe mit den frühen großen Realisten der estnischen Literatur wie Juhan Liiv, Eduard Vilde oder Ernst Peterson-Särgava genannt wird.

## Bibliografie
- Saatuste ja wale wangis ('Gefangener von Schicksal und Lüge'). Tartu: s.n. 1887. 59 S.